# Louky u Černého lesa
Louky u Černého lesa este o arie protejată (arie specială de conservare — SAC, sit de importanță comunitară — SCI) din Republica Cehă întinsă pe o suprafață de 19,08 ha, integral pe uscat.

## Localizare
Centrul sitului Louky u Černého lesa este situat la coordonatele 49°35′08″N 15°56′31″E / 49.585556°N 15.941944°E.

## Înființare
Situl Louky u Černého lesa a fost declarat sit de importanță comunitară în aprilie 2005 pentru a proteja 1 specie de plante. Situl a fost protejat și ca arie specială de conservare în iulie 2012.

## Biodiversitate
Situată în ecoregiunea continentală, aria protejată nu include niciun habitat protejat.
La baza desemnării sitului se află o specie protejată de  plante: Hamatocaulis vernicosus.